# Halo: The Flood
Halo: The Flood é um romance de ficção científica militar de William C. Dietz, baseado na série de jogos eletrônicos Halo e especificamente no jogo eletrônico de 2001, Halo: Combat Evolved, o primeiro jogo da série. O livro foi lançado em abril de 2003 e é o segundo romance de Halo. Descrevendo de perto os eventos do jogo, The Flood começa com a fuga da nave humana Pillar of Autumn de alienígenas inimigos conhecidos como Covenant. Quando a Pillar of Autumn inesperadamente descobre um enorme artefato conhecido como "Halo", os humanos devem enfrentar o Covenant e uma segunda força aterrorizante em uma tentativa desesperada de descobrir os segredos de Halo e permanecer vivo. Embora o livro siga aproximadamente os mesmos eventos do jogo de Xbox, apresentando diálogos idênticos, Dietz também descreve eventos não vistos pelo protagonista do jogo, o super soldado Master Chief.
Após o sucesso do primeiro romance de Halo, Halo: The Fall of Reach, a editora Del Rey e a publicadora de Halo, Microsoft, assinaram um contrato para novos livros baseados em jogos de Xbox, incluindo outra entrada na série Halo. Del Rey abordou o autor Dietz para escrever o próximo livro. Dietz incorporou sua experiência de primeira mão nas forças armadas para as cenas adicionais de The Flood não encontradas no jogo.
Após o lançamento, Halo: The Flood quebrou a lista dos dez mais vendidos da Publishers Weekly para brochuras, mas a recepção da crítica ao romance foi menos positiva do que Fall of Reach de Eric Nylund ou outros romances de Halo. As cenas de luta repetitivas e a caracterização dramaticamente diferente do protagonista em comparação com a obra de Nylund foram vistas como grandes falhas, e o estilo de escrita de Dietz foi alternativamente elogiado e criticado. O próximo romance de Halo, Halo: First Strike, serviria para preencher a lacuna entre Combat Evolved e sua sequência, Halo 2.
O livro foi relançado em 12 de outubro de 2010 com novo conteúdo e correções editoriais.

## Antecedentes
O primeiro livro de Halo, Halo: The Fall of Reach, vendeu mais de 1.000.000 de cópias e gerou um acordo estendido entre a Del Rey Books e a Microsoft para produzir mais romances de Halo. O escritor de ficção científica Larry Niven, autor da série de romances Ringworld, foi inicialmente abordado pela Del Rey Books para escrever uma romantização de Halo: Combat Evolved. Niven recusou, citando sua incapacidade de escrever para um "universo totalmente programado". William C. Dietz, um autor de ficção científica de Seattle, foi então chamado para escrever o próximo romance de Halo. Embora ele nunca tivesse jogado o jogo, ele imediatamente comprou um console Xbox e uma cópia do Halo. Quando soube que o jogo estava vendendo rapidamente em sua loja local, ele concordou em escrever o livro.
Dietz, um ex-militar médico da Marinha dos Estados Unidos, incorporou elementos do que chamou carinhosamente de "A Máquina Verde" em sua obra; apesar de estar no século 26, os fuzileiros navais de The Flood são muito semelhantes à suas contrapartes modernas. Para ajudar Dietz a escrever, a Bungie forneceu o que Dietz chamou de "uma tremenda" quantidade de informações básicas sobre o universo Halo. Depois que Dietz terminou seu rascunho, a Bungie o verificou para ter certeza de que estava de acordo com o enredo estabelecido nos jogos e nos romances, já que a Bungie considera todos os romances de Halo cânon.

## Sinopse

### Ambientação
Halo: The Flood se passa no ano 2552. A humanidade colonizou centenas de mundos em toda a galáxia, usando unidades para viagens mais rápidas do que a luz e sono criogênico para viajar entre os mundos. Sem aviso, um coletivo de raças alienígenas conhecido como Covenant começou a atacar as colônias exteriores, exterminando brutalmente toda a vida ao vitrificar a superfície dos planetas. A humanidade, em menor número e superada pela tecnologia superior dos alienígenas, trava uma guerra perdida contra o inimigo. Depois que o bastião humano de Reach cai para o Covenant, a nave humana Pillar of Autumn salta para o Slipspace para levar o Covenant para longe da Terra.

### Enredo
O romance, assim como o jogo eletrônico no qual é baseado, começa quando a Pillar of Autumn sai do slipspace, descobrindo um mundo anel massivo inesperado escondido por uma lua em órbita ao redor de um gigante gasoso. No sistema estão uma série de Covenant, que notam a nave solitária. Um líder Covenant proíbe a frota de atirar na Autumn, por medo de danificar o anel. Em vez disso, eles embarcam e capturam o nave. Enquanto isso, os técnicos na Autumn se preparam para a batalha e despertam um único soldado do sono criogênico - um Spartan conhecido como Master Chief.
O Covenant embarca na Autumn; privados de opções defensivas, o capitão da Autumn, Jacob Keyes, diz a tripulação para abandonar a nave. O Master Chief é encarregado da inteligência artificial Cortana; dada a riqueza de informações táticas que a IA contém, Keyes não pode permitir que Cortana caia nas mãos do inimigo. Master Chief parte para a superfície de Halo em uma cápsula de escape; outros soldados, incluindo um esquadrão de tropas de choque liderado por Antonio Silva e seu segundo em comando, Melissa McKay, pousam em cápsulas especiais e fazem um blefe estratégico do Covenant para usar como base de operações. Capitão Keyes é capturado pelo Covenant, e levado a bordo do cruzador Covenant Truth and Reconciliation; Master Chief e um esquadrão de fuzileiros navais embarcam no Truth and Reconciliation, resgatando o capitão. Keyes aprendeu que o mundo anel em que estão tem um grande significado para o Covenant - eles acreditam que o "Halo", como eles chamam o anel, é uma arma de poder inimaginável. Escapando do cruzador Covenant, Keyes dá ao Master Chief a missão de encontrar a Sala de Controle do Halo antes do Covenant. Master Chief e Cortana descobrem a localização da Sala de Controle e, com a ajuda de alguns fuzileiros navais, inserem Cortana na rede de computadores do Halo. No entanto, Cortana percebe que o anel não é uma arma como eles pensavam, mas antes que o Chief possa pressioná-la com perguntas, Cortana diz ao Master Chief para encontrar o Capitão Keyes.
Deixado no pântano onde Keyes e seu esquadrão desapareceram, Master Chief descobre que o Capitão foi capturado e os soldados humanos e Covenant foram transformados em criaturas zumbis por alienígenas bulbosos. Um soldado, Wallace Jenkins, fica ainda semiconsciente e dolorosamente ciente de sua situação, incapaz de controlar seus movimentos ou ações enquanto seus ex-amigos atacam as tropas de McKay. Jenkins pretende acabar com sua vida, mas é capturado por McKay para estudos. Chief é abordado pela IA residente do Halo, 343 Guilty Spark, que informa ao Chief que as criaturas que ele encontrou são chamadas de Flood, um parasita virulento que infecta hospedeiros e os converte em formas de combate ou reprodução. Para ativar as defesas do Halo, Guilty Spark precisa da ajuda de Master Chief. Na Sala de Controle de Halo, Guilty Spark dá ao Master Chief a chave para ativar Halo, mas é interrompido por uma Cortana furiosa. Cortana explica que Halo é uma arma, mas não mata o Flood - ele mata sua comida, ou seja, humanos, Covenant e qualquer outra vida senciente. Percebendo que eles têm que parar Guilty Spark de ativar Halo, Cortana e Master Chief decidem destruir o Halo detonando os reatores de fusão da acidentada Pillar of Autumn. Para fazer isso, eles precisam dos implantes neurais do Capitão Keyes. Cortana descobre que o capitão ainda está vivo, mantido prisioneiro mais uma vez a bordo do Truth and Reconciliation, agora nas mãos do Flood que está tentando escapar do Halo. Chief luta contra o Covenant e o Flood até chegar no Capitão, mas descobre que é tarde demais - o Capitão foi assimilado pelo parasita. Chief recupera os implantes e deixa Truth em direção à Autumn.
Enquanto o Chief e Cortana seguem para a Autumn, a Base Alfa é evacuada. Silva decide retomar a Truth and Reconciliation e pilotar a nave para longe, a fim de evitar estar no Halo quando a Autumn explodir. A nave é levada com sucesso, mas McKay percebe que Silva está cego pelo pensamento de promoção e glória ao perigo do Flood; se mesmo um espécime do Flood escapasse da contenção na Terra, o planeta inteiro poderia cair. Jenkins chama a atenção de McKay para uma linha de energia vital na nave e, percebendo que a destruição do Flood é mais importante do que a promoção de Silva, corta o cabo, enviando a Truth and Reconciliation contra o Halo, matando todos a bordo.
Na Autumn, Master Chief é forçado a desestabilizar os reatores de fusão manualmente enquanto 343 Guilty Spark e seus drones robóticos tentam detê-los. Assim que a contagem regressiva até o início da detonação, Cortana direciona Chief para um caça ainda ancorado no hangar da Pillar of Autumn. Acionando os motores, Chief e Cortana escapam do anel assim que a Autumn explode, acabando com a ameaça do Flood. Cortana procura por sobreviventes e percebe que eles são aparentemente os únicos que sobreviveram. Cortana diz ao Master Chief que a luta acabou, ao que Chief responde: "Não. O Covenant ainda está lá fora e a Terra está em risco. Estamos apenas começando."

## Recepção
A recepção do livro foi mista. Alguns revisores consideraram o estilo de escrita de William C. Dietz abaixo da média quando comparado ao de Eric Nylund. A interpretação de Dietz do Master Chief era muito diferente da de Nylund. Outros críticos questionaram como o romance não se afastou o suficiente do enredo do jogo; Os fãs reclamaram das inconsistências com os outros romances e o próprio jogo.

Respondendo às críticas sobre o livro, incluindo sua interpretação do Chief, Dietz respondeu: 
 ... das [revisões do livro] que li, as negativas costumam dizer algo no sentido de que o livro é igual ao jogo, então por que lê-lo? O que esses leitores podem não perceber é que fui contratado para romantizar o jogo. Isso significa pegar o jogo e transformá-lo em um livro [...] ou, dito de outra forma, eu fiz o que fui contratado para fazer. ... deve haver algumas pessoas que acham que escrevi o Chief fora do personagem. Isso é novidade para mim. Tudo o que posso dizer é que o pessoal da Bungie, que se preocupa profundamente com o personagem e o universo, nunca levantou essa questão e aprovou o livro conforme foi escrito. No entanto, não há dúvida de que cada autor é diferente e abordará os personagens de maneira diferente. Portanto, se a versão do Chief de Nylund for diferente da minha de maneiras sutis, isso seria compreensível. 
 Apesar da resposta menos entusiástica que The Flood recebeu do que seu antecessor, o livro ainda vendeu bem. Logo após o lançamento, The Flood apareceu na lista dos dez mais vendidos da Publishers Weekly. O próximo livro da série, Halo: First Strike, seria escrito por Eric Nylund e preencheria a lacuna entre Halo: Combat Evolved e Halo 2.